# Cyprinella camura
Cyprinella camura är en fiskart som först beskrevs av David Starr Jordan och Seth Eugene Meek, 1884.  Cyprinella camura ingår i släktet Cyprinella och familjen karpfiskar. Inga underarter finns listade i Catalogue of Life.